# Killing Time
Killing Time ist eine US-amerikanische New-York-Hardcore-Band aus New York, die im Jahr 1988 unter dem Namen Raw Deal gegründet wurde.

## Geschichte
Die Band wurde 1988 unter dem Namen Raw Deal gegründet, nachdem der Schlagzeuger Anthony Drago, der Gitarrist Carl Pocaro und der Bassist Rich McLoughlin die Band Breakdown verlassen hatten. Kurze Zeit kamen der Sänger Anthony Comunale und der Gitarrist Mike Sentkewitz hinzu und vervollständigten die Besetzung. Es folgten die ersten Auftritte, darunter auch im CBGB, sowie ein erstes Demo, das Lieder wie Wall of Hate, The Lines Are Drawn und das Major-Conflict-Cover Outgroup enthielt. Die Band spielte zudem mit Bands wie Agnostic Front, Warzone, Sick of It All, Gorilla Biscuits, Youth of Today, Sheer Terror und Murphy’s Law. Nach einem Auftritt beim Superbowl of Hardcore im Ritz Theater in New York City, wurde Howie Abrams von In-Effect Records auf die Band aufmerksam und nahm sie unter Vertrag. Da es bereits eine britische Glam-Metal-Band mit demselben Namen gab, änderte die Gruppe noch im selben Jahr ihren Namen in Killing Time. 1989 erschien auf In-Effect das Debütalbum Brightside. Das Album setzte in den ersten vier Monaten nach der Veröffentlichung rund 15.000 Exemplare ab. Kurz nach Veröffentlichung des Albums verließ McLoughlin die Band und wurde durch Alex Gopian ersetzt. Im Anschluss ging die Band auf Tour, wobei die Band nun mittlerweile nur noch zu viert war, da Gitarrist Sentkewitz die Band verlassen hatte, um Crawlpappy beizutreten. 1990 löste sich die Band auf. Der Grund hierfür war die steigende Gewaltbereitschaft der New Yorker Hardcore-Szene. Anthony Comunale hierzu: „Wir fanden es einfach ermüdend, vor einem Haufen sich schlagender Rabauken zu spielen, also lösten wir uns auf.“ Nachdem die Mitglieder ein Jahr lang verschiedenen Berufen nachgegangen waren, spielte die Band 1991 ein Konzert an der Westküste der Vereinigten Staaten. Hieraus entstand der Live-Sampler East Meets West, worauf neben Killing Time auch Sick of It All, Vision, Carry Nation und Point Blank zu hören waren und der über Nemesis Records erschien. Im Jahr 1992 folgte die EP Happy Hour über Blackout! Records. Hierauf war Bassist McLoughlin mittlerweile zur Band zurückgekehrt; übernahm jedoch den zweiten Posten an der E-Gitarre, sodass Gopian weiterhin in der Band bleiben konnte. Da die EP Hardcore-untypische Lieder enthielt, die beispielsweise auf eine Saxophonbegleitung setzten, war sie wenig erfolgreich. Eine längere Version der EP enthielt das Raw-Deal-Demo sowie eine Studiojamsession von Raw Deal. Auch die folgenden Tournee durch die USA und durch Deutschland waren erfolglos. Da Sänger Comunale für die Deutschlandtournee keinen Urlaub erhalten konnte, übernahm Dave Vision hierfür seinen Posten. Vorher hatte zudem Bassist Gopian die Band verlassen und wurde durch Lars Weiss ersetzt. Es kam 1994 zudem zur Auflösung der Band; Grund hierfür war laut Comunale hauptsächlich Happy Hour. 1996 fand die Band erneut zusammen, wobei Sean O’Brien als neuer Bassist in der Band war. 1997 erschien das nächste Album The Method, nachdem bereits vorher die EP Unavoidable veröffentlicht worden war. The Method wurde im Sommer 1996 in den LoHo Studios in New York City aufgenommen. Nach einem Abschiedskonzert im Jahr 1997 in Newburgh löste sich die Band auf. In der Folgezeit gingen die Mitglieder verschiedenen Berufen nach, ehe die Gruppe im Frühling 2005 wieder zusammenfand. Im frühen Sommer 2006 kam Chris Skowronski als neuer Bassist zur Band. Im Herbst ging die Band auf Tour durch Europa. Im November 2007 ging die Band auf Tour durch Asien und spielte dabei in Japan und Südkorea. Durch den Erfolg der Tournee entschieden sich die Mitglieder zu proben und neue Lieder zu entwickeln. Daraufhin erschien 2010 das Album Three Steps Back, worauf die Band aus dem Schlagzeuger Anthony Drago, dem Sänger Anthony Comunale, den Gitarristen Rich McLaughlin und Carl Porcaro und dem Bassisten Chris Skowronski. Das Album wurde im Juli 2008 in den Electroluxe Studios in Brooklyn aufgenommen.

## Stil
Jason Anderson von Allmusic schrieb, dass auf Brightside klassischer Hardcore Punk zu hören sei, wobei Gang-Gesang in den Liedern charakteristisch und die Texte „apoplektisch“ seien. Zudem seien auch Einflüsse von Bands wie Metallica zu hören. Ähnlich sah es auch Joachim Hiller von der Ox-Fanzine, hörte Einflüsse aus Hardcore Punk und Metal heraus und zog Vergleiche zu Best Wishes von Cro-Mags. Auf The Method spiele die Band laut Hiller klassischen Hardcore Punk, ohne Metal-Einflüsse und zog dabei einen Vergleich zu Sick of It All. Die Band kombiniere auf dem Album klassischen mit modernem Hardcore Punk. Laut Jens Kirsch von der Ox-Fanzine spiele die Band auf Three Steps Back Old-School-Hardcore-Punk, wobei die Gruppe auf den Gebrauch von Breakdowns verzichte. Zudem mache die Band erneut von Gang-Gesang Gebrauch.

## Diskografie
als Raw Deal
- 1988: Raw Deal Demo (Demo, Eigenveröffentlichung)
- 2006: Demo (EP, Dead Serious Records)

als Killing Time
- 1989: Brightside (Album, In-Effect Records)
- 1992: Happy Hour (EP, Blackout Records)
- 1995: Unavoidable (EP, Blackout Records)
- 1995: Killing Time / Profound Effect (Split mit Profound Effect, Lost & Found Records)
- 1997: The Method (Album, Blackout Records)
- 2010: Three Steps Back (Album, Dead City Records, Grapes of Wrath Records)